# Oblasten van Wit-Rusland
Wit-Rusland bestaat op het hoogste niveau van de bestuurlijke indeling uit zes oblasten en één stad met bijzondere status, namelijk de hoofdstad Minsk.
De oblasten zijn te vergelijken met provincies en zijn onderverdeeld in districten (rajons).
Wit-Rusland kreeg zijn huidige vorm in 1946 (toen nog Wit-Russische SSR geheten). De huidige indeling is opgezet in 1957. Sinds de onafhankelijkheid is zij ongewijzigd gebleven.

## Lijst van bestuurlijke eenheden van Wit-Rusland
| # | Oblast                                | Hoofdstad                | Opp. (km²) |
| - | ------------------------------------- | ------------------------ | ---------- |
| 1 | Stad Minsk (город Минск)              | Stad Minsk (город Минск) | 305,47     |
| 2 | Oblast Brest (Брестская область)      | Brest                    | 32.700     |
| 3 | Oblast Gomel (Гомельская область)     | Gomel                    | 40.400     |
| 4 | Oblast Grodno (Гродненская область)   | Grodno                   | 25.000     |
| 5 | Oblast Mogiljov (Могилёвская область) | Mogiljov                 | 29.000     |
| 6 | Oblast Minsk (Минская область)        | Minsk                    | 40.200     |
| 7 | Oblast Vitebsk (Витебская область)    | Vitebsk                  | 40.100     |